# La Croix-du-Perche
Pour les articles homonymes, voir Croix (homonymie).
Ne pas confondre avec La Croix du Pech, village de la commune de Fajoles dans le Lot.
La Croix-du-Perche est une commune française située dans le département d'Eure-et-Loir en région Centre-Val de Loire.

## Géographie

### Situation

Situation géographique
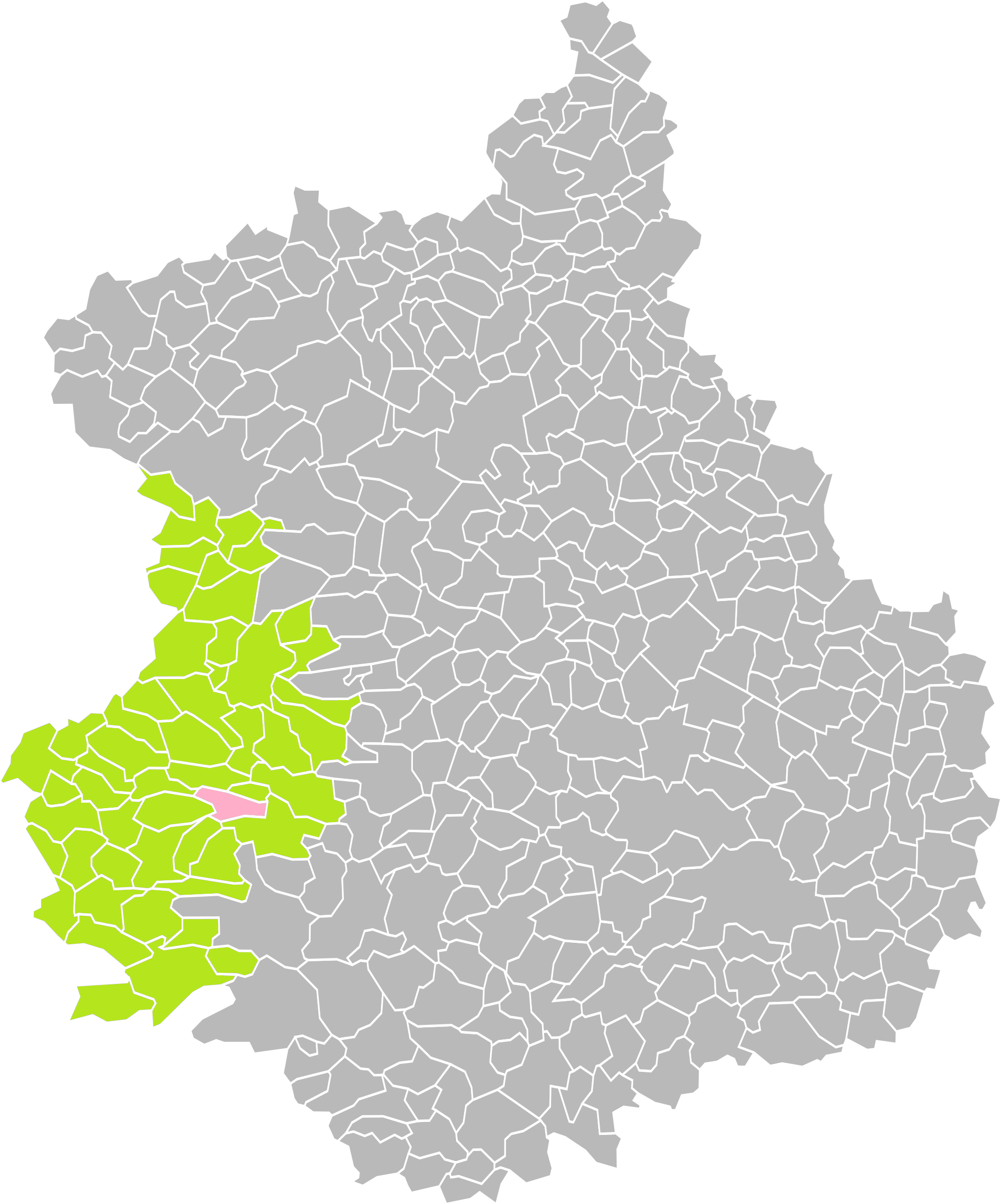
La Croix-du-Perche dans son arrondissement.
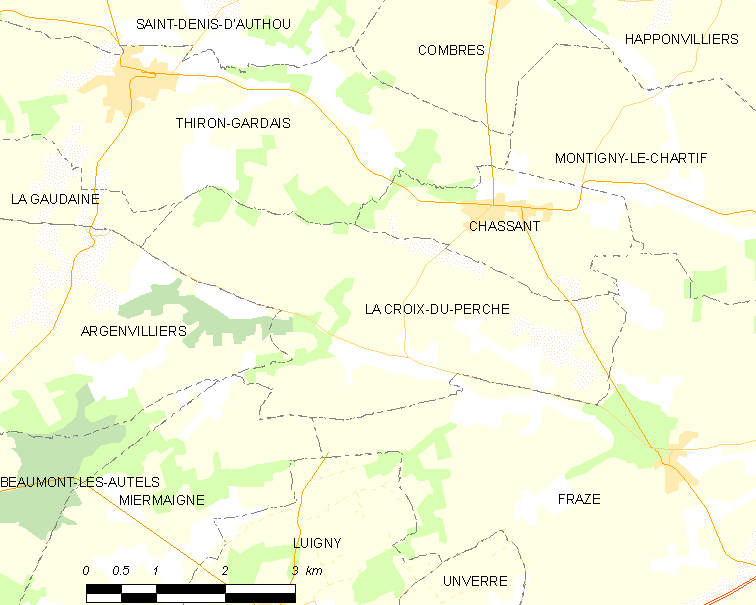
Carte de la commune La Croix-du-Perche.

### Communes limitrophes
| La Gaudaine                     | Thiron-Gardais, Chassant |       |
| Argenvilliers                   | La Croix-du-Perche       |       |
| Miermaigne, Beaumont-les-Autels | Luigny                   | Frazé |

### Hydrographie
La commune est traversée par la rivière la Foussarde, affluent en rive droite du Loir, lui-même sous-affluent de la Loire par la Sarthe et la Maine.

### Climat
Pour des articles plus généraux, voir Climat du Centre-Val de Loire et Climat du Val-d'Oise.
En 2010, le climat de la commune est de type climat océanique dégradé des plaines du Centre et du Nord, selon une étude du CNRS s'appuyant sur une série de données couvrant la période 1971-2000. En 2020, Météo-France publie une typologie des climats de la France métropolitaine dans laquelle la commune est exposée à un climat océanique altéré et est dans une zone de transition entre les régions climatiques « Normandie (Cotentin, Orne) » et « Moyenne vallée de la Loire ». 
Pour la période 1971-2000, la température annuelle moyenne est de 10,4 °C, avec une amplitude thermique annuelle de 14,9 °C. Le cumul annuel moyen de précipitations est de 718 mm, avec 11,3 jours de précipitations en janvier et 7,9 jours en juillet. Pour la période 1991-2020, la température moyenne annuelle observée sur la station météorologique de Météo-France la plus proche, « Deauville », sur la commune de Deauville à 5 369 km à vol d'oiseau, est de 0,0 °C et le cumul annuel moyen de précipitations est de 0,0 mm,. Pour l'avenir, les paramètres climatiques de la commune estimés pour 2050 selon différents scénarios d'émission de gaz à effet de serre sont consultables sur un site dédié publié par Météo-France en novembre 2022.

## Urbanisme

### Typologie
Au 1er janvier 2024, La Croix-du-Perche est catégorisée commune rurale à habitat très dispersé, selon la nouvelle grille communale de densité à 7 niveaux définie par l'Insee en 2022.
Elle est située hors unité urbaine et hors attraction des villes,.

### Occupation des sols
L'occupation des sols de la commune, telle qu'elle ressort de la base de données européenne d’occupation biophysique des sols Corine Land Cover (CLC), est marquée par l'importance des territoires agricoles (92,8 % en 2018), une proportion sensiblement équivalente à celle de 1990 (92,9 %). La répartition détaillée en 2018 est la suivante : 
terres arables (78 %), prairies (8,3 %), forêts (7,2 %), zones agricoles hétérogènes (6,6 %). L'évolution de l’occupation des sols de la commune et de ses infrastructures peut être observée sur les différentes représentations cartographiques du territoire : la carte de Cassini (XVIIIe siècle), la carte d'état-major (1820-1866) et les cartes ou photos aériennes de l'IGN pour la période actuelle (1950 à aujourd'hui).

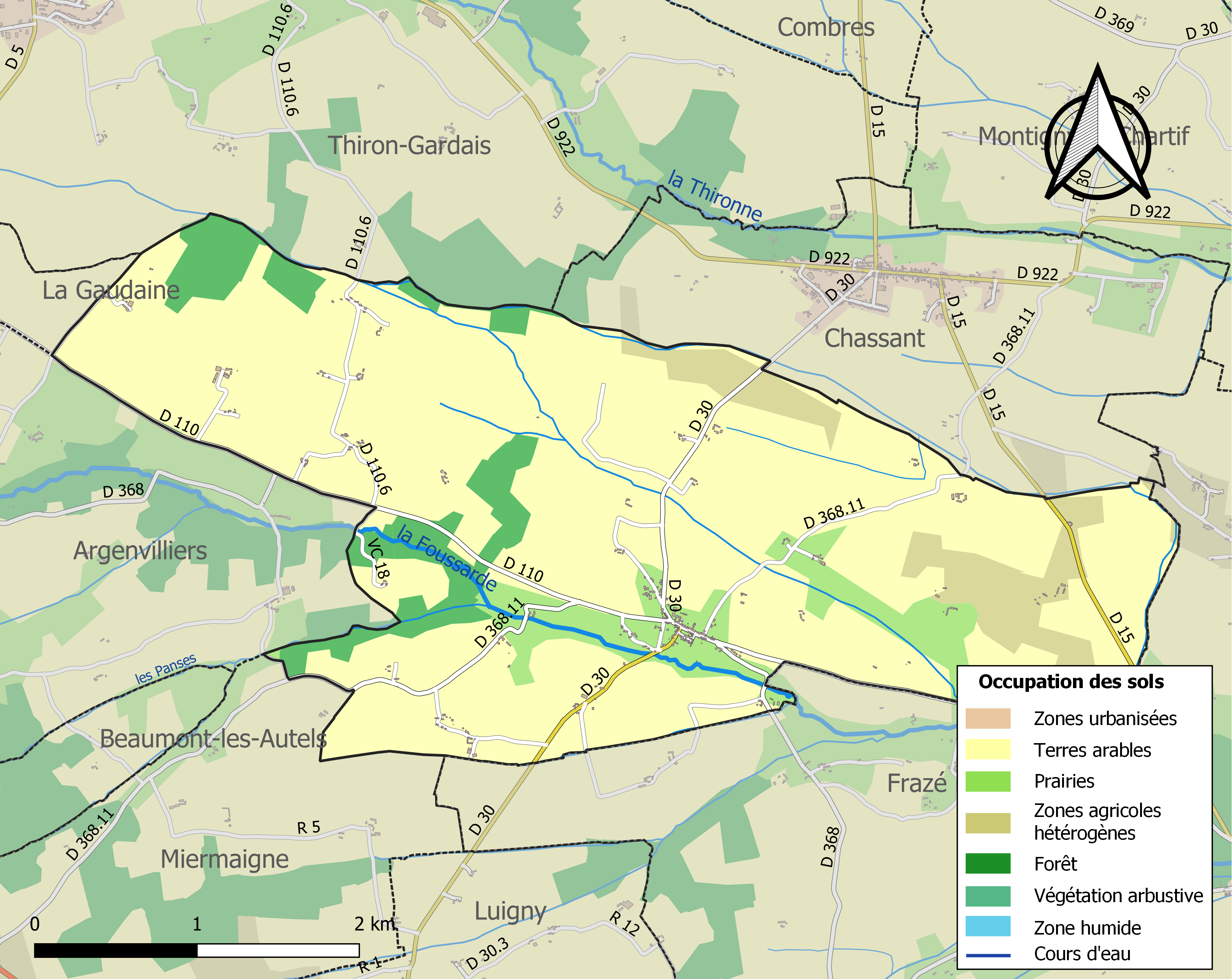
Carte des infrastructures et de l'occupation des sols de la commune en 2018 (CLC).

### Risques majeurs
Le territoire de la commune de La Croix-du-Perche est vulnérable à différents aléas naturels : météorologiques (tempête, orage, neige, grand froid, canicule ou sécheresse), inondations et séisme (sismicité très faible). Il est également exposé à un risque technologique, le transport de matières dangereuses. Un site publié par le BRGM permet d'évaluer simplement et rapidement les risques d'un bien localisé soit par son adresse soit par le numéro de sa parcelle.

#### Risques naturels
Certaines parties du territoire communal sont susceptibles d’être affectées par le risque d’inondation par débordement de cours d'eau, notamment la Foussarde. La commune a été reconnue en état de catastrophe naturelle au titre des dommages causés par les inondations et coulées de boue survenues en 1999,.

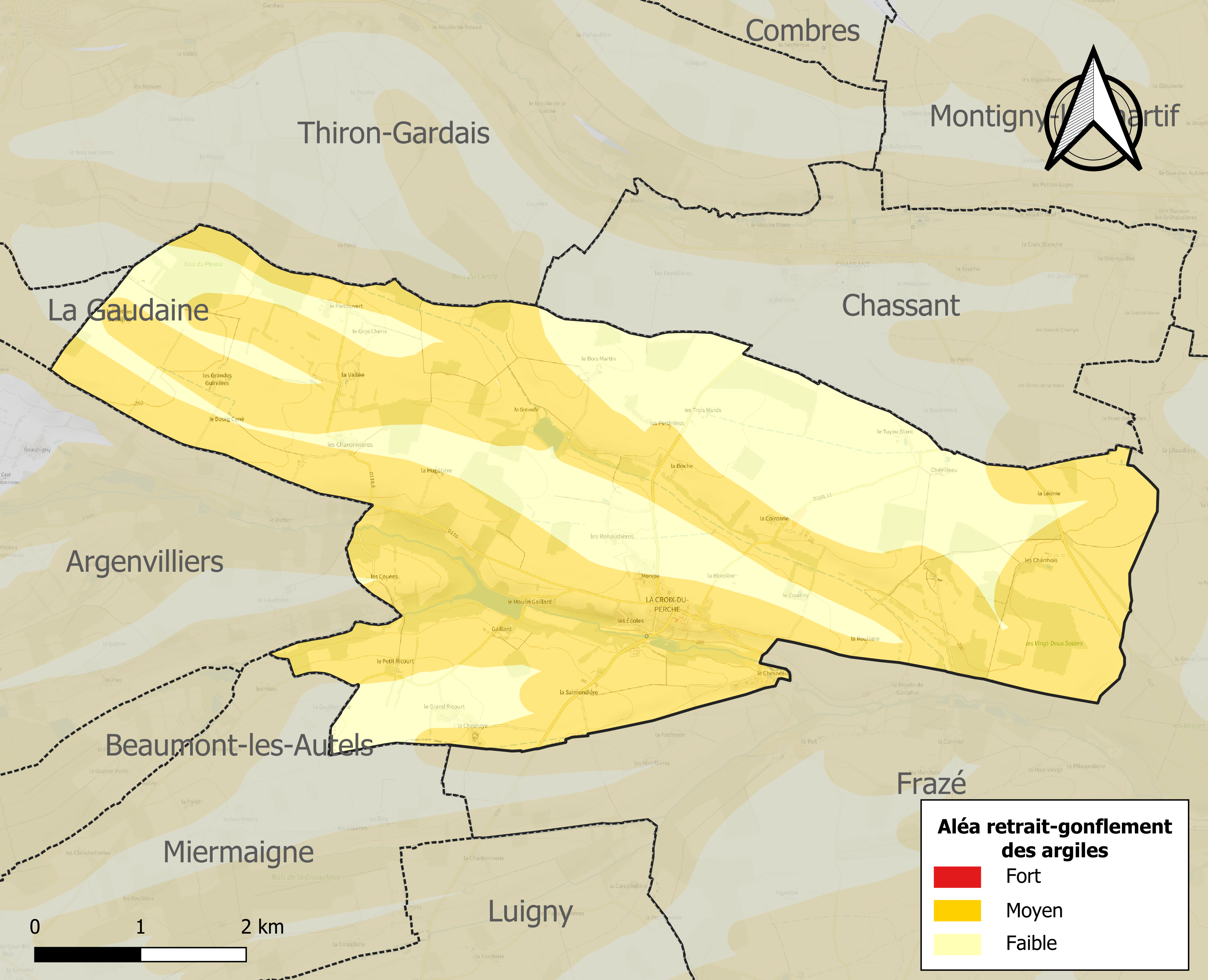
Carte des zones d'aléa retrait-gonflement des sols argileux de La Croix-du-Perche.

Le retrait-gonflement des sols argileux est susceptible d'engendrer des dommages importants aux bâtiments en cas d’alternance de périodes de sécheresse et de pluie. 64,9 % de la superficie communale est en aléa moyen ou fort (52,8 % au niveau départemental et 48,5 % au niveau national). Sur les 132 bâtiments dénombrés sur la commune en 2019, 93 sont en aléa moyen ou fort, soit 70 %, à comparer aux 70 % au niveau départemental et 54 % au niveau national. Une cartographie de l'exposition du territoire national au retrait gonflement des sols argileux est disponible sur le site du BRGM,.
Concernant les mouvements de terrains, la commune a été reconnue en état de catastrophe naturelle au titre des dommages causés par des mouvements de terrain en 1999.

#### Risques technologiques
Le risque de transport de matières dangereuses sur la commune est lié à sa traversée par des infrastructures routières ou ferroviaires importantes ou la présence d'une canalisation de transport d'hydrocarbures. Un accident se produisant sur de telles infrastructures est en effet susceptible d’avoir des effets graves au bâti ou aux personnes jusqu’à 350 m, selon la nature du matériau transporté. Des dispositions d’urbanisme peuvent être préconisées en conséquence.

## Toponymie
L'origine du toponyme remonte au XIIe siècle, à l'arrivée de saint Bernard de Tiron en 1109, qui érigea une croix imposante pour marquer l'implantation d'une colonie de moines dans la région du Perche à l'abbaye de la Sainte-Trinité de Tiron, d'où l'expression latine Crux in Pertico dès 1250, « Croix du Perche ».

## Politique et administration

### Liste des maires
| Période                                  | Période      | Identité             | Étiquette | Qualité  |
| ---------------------------------------- | ------------ | -------------------- | --------- | -------- |
| Mars 2001                                | Mars 2008    | Jean-Pierre Guerrier |           |          |
| Mars 2008                                | Juillet 2020 | Yves Guérin          | SE        | Retraité |
| Juillet 2020                             | En cours     | Marie-Line Filoche   |           |          |
| Les données manquantes sont à compléter. |              |                      |           |          |

## Population et société

### Démographie
L'évolution du nombre d'habitants est connue à travers les recensements de la population effectués dans la commune depuis 1793. Pour les communes de moins de 10 000 habitants, une enquête de recensement portant sur toute la population est réalisée tous les cinq ans, les populations de référence des années intermédiaires étant quant à elles estimées par interpolation ou extrapolation. Pour la commune, le premier recensement exhaustif entrant dans le cadre du nouveau dispositif a été réalisé en 2005.

En 2022, la commune comptait 148 habitants, en évolution de −10,3 % par rapport à 2016 (Eure-et-Loir : −0,23 %, France hors Mayotte : +2,11 %).
| 1793 | 1800 | 1806 | 1821 | 1831 | 1836 | 1841 | 1846 | 1851 |
| ---- | ---- | ---- | ---- | ---- | ---- | ---- | ---- | ---- |
| 412  | 484  | 461  | 479  | 492  | 483  | 483  | 428  | 445  |

| 1856 | 1861 | 1866 | 1872 | 1876 | 1881 | 1886 | 1891 | 1896 |
| ---- | ---- | ---- | ---- | ---- | ---- | ---- | ---- | ---- |
| 440  | 464  | 432  | 433  | 445  | 426  | 438  | 420  | 405  |

| 1901 | 1906 | 1911 | 1921 | 1926 | 1931 | 1936 | 1946 | 1954 |
| ---- | ---- | ---- | ---- | ---- | ---- | ---- | ---- | ---- |
| 421  | 424  | 377  | 349  | 378  | 336  | 348  | 323  | 292  |

| 1962 | 1968 | 1975 | 1982 | 1990 | 1999 | 2005 | 2006 | 2010 |
| ---- | ---- | ---- | ---- | ---- | ---- | ---- | ---- | ---- |
| 266  | 235  | 190  | 208  | 203  | 163  | 198  | 201  | 203  |

| 2015 | 2020 | 2022 | - | - | - | - | - | - |
| ---- | ---- | ---- | - | - | - | - | - | - |
| 168  | 148  | 148  | - | - | - | - | - | - |

## Culture locale et patrimoine

### Lieux et monuments

#### Église Saint-Martin
L'église Saint-Martin,  Inscrit MH (1934), est remarquable par sa charpente lambrissée, ornée de peintures datées de 1537.

#### Autres lieux et monuments
- Le monument aux morts de la guerre 1914-1918 ;
- Le château de Gaillard, propriété de la famille du photographe Camille Silvy[24].

Lieux et monuments de la Croix-du-Perche
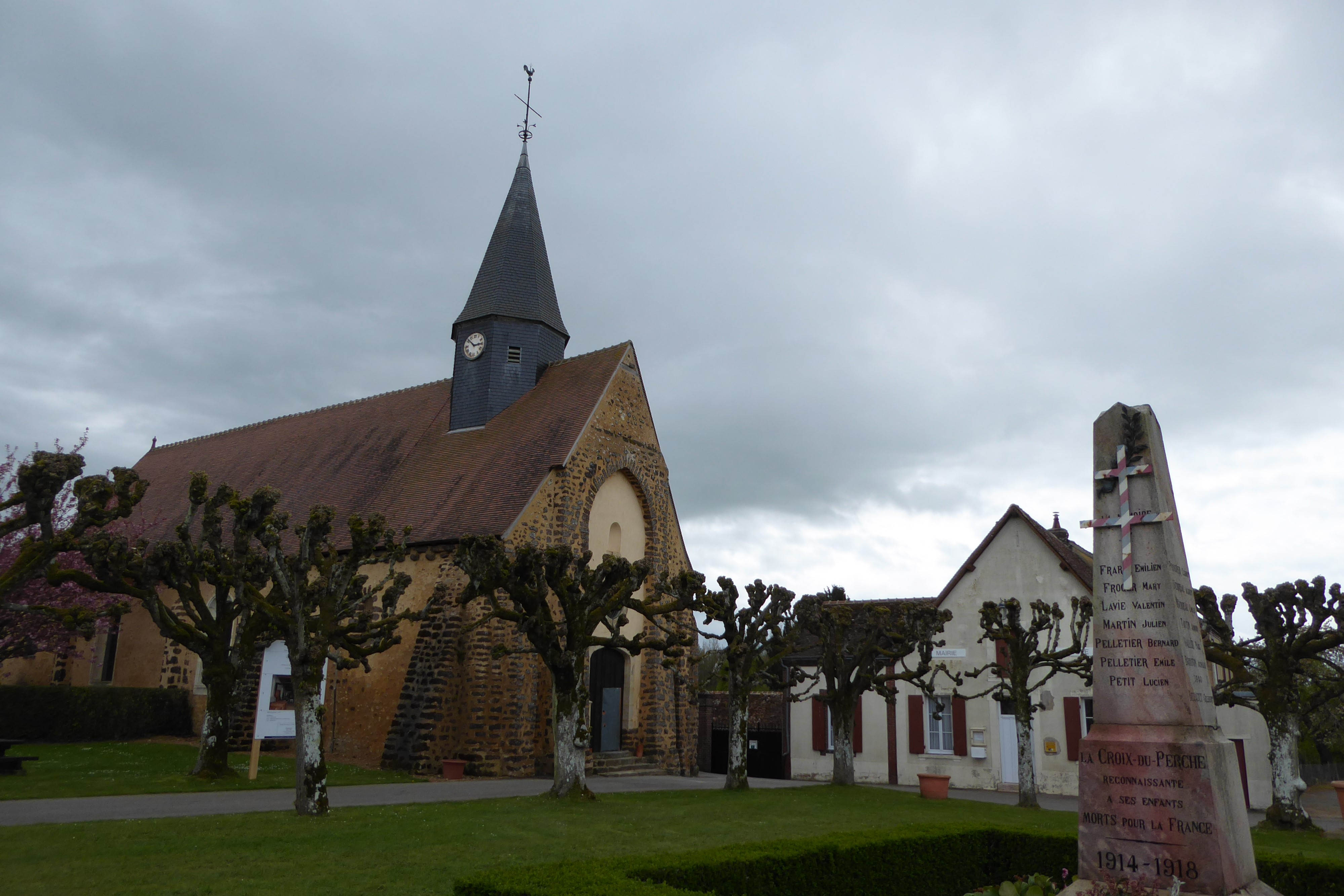
L'église, le monument aux morts et la mairie.
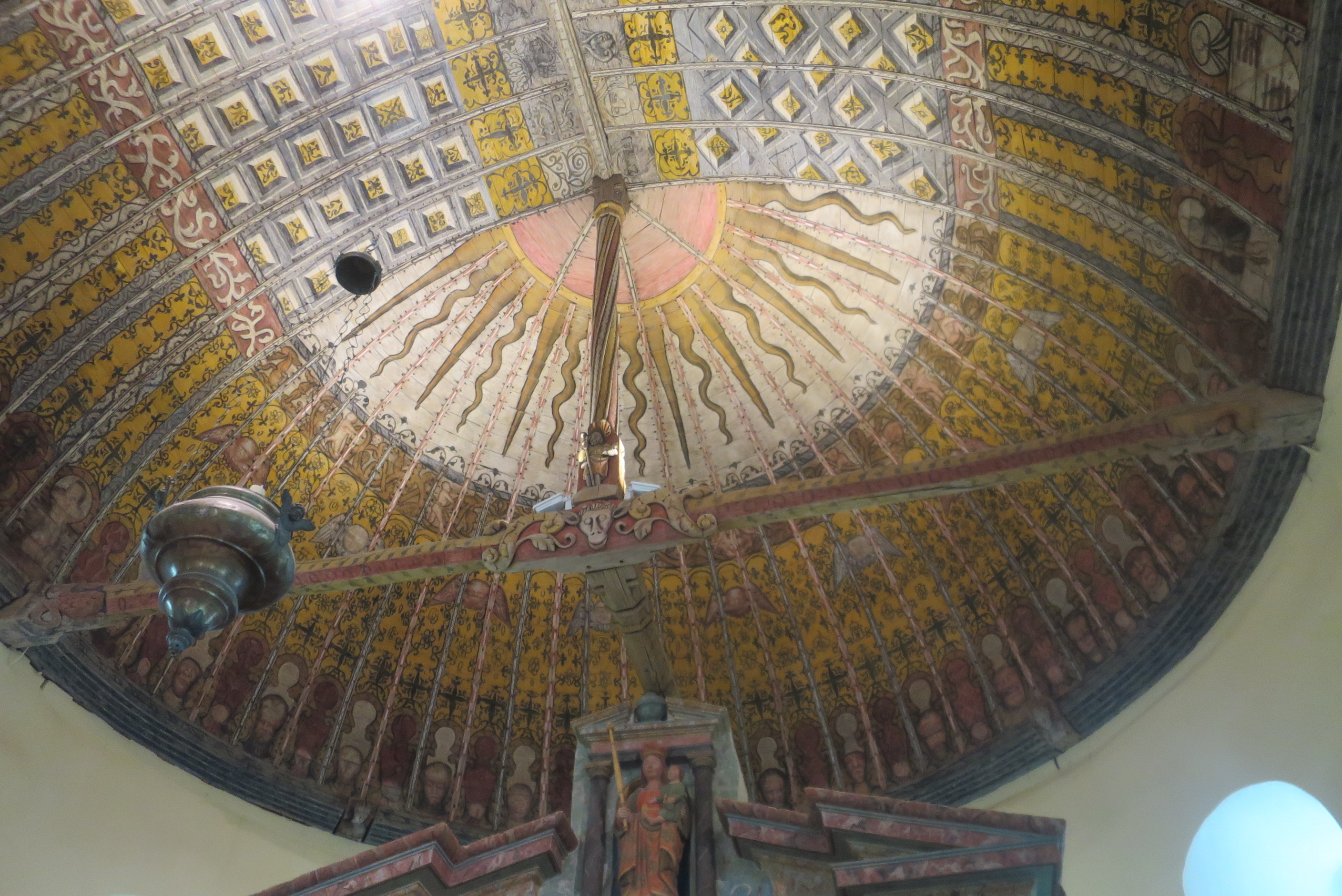
Charpente de l'église Saint-Martin.

### Personnalités liées à la commune
- Le comédien Michel Gatineau (1926-1989) y est décédé.[réf. nécessaire]